# Спін
Спін (англ. spin — веретено) — фундаментальна характеристика частинки (наприклад атомного ядра чи елементарної частинки), яка в деякому плані аналогічна «власному моменту імпульсу частинки». Спін є квантовою властивістю частинок і не має аналогів у класичній фізиці. Тоді як класичний момент імпульсу виникає внаслідок обертання масивного тіла зі скінченними розмірами, спін властивий навіть частинкам, які на сьогодні вважаються точковими, і не пов'язаний із жодним обертанням мас всередині такої частки. Спін неточкових частинок, наприклад атомних ядер чи адронів, є векторною сумою спінів та орбітального моменту імпульсу її складових частин (нейтронів та протонів у випадку ядра, кварків у випадку адронів). Тобто і в цьому випадку спін лише частково пов'язаний з обертальним рухом всередині частинки.
Спін може набувати лише певних (квантованих) значень:
- цілі: 0,1, 2, 3…
- напівцілі: 1/2, 3/2…

Спін є важливою характеристикою елементарних частинок. Характеризується спіновим квантовим числом.

## Історія відкриття
Ще 1915 року в досліді Ейнштейна-Гааза було показано, що елементарні частинки мають момент обертання, який є аналогічним моменту обертання макроскопічних тіл.
1922 року Отто Штерн і Вальтер Герлах провели дослід з розщепленням пучка іонів срібла, який показав, що проєкція магнітного моменту електрона квантується і може набувати лише двох значень. Проте в той час магнітний момент електрона розглядався лише як наслідок його орбітального руху.
1923 року Альфред Ланде встановив емпіричні закони, за допомогою яких можна було описати енергетичні рівні електронів в атомах. Виявилось, що енергія електрону залежить від чотирьох параметрів, що отримали назви квантові числа — головне, побічне, внутрішнє і магнітне. Останнє набувало лише двох можливих значень: ½ і -½. 1924 року Паулі припустив, що останнє число має суто квантовомеханічну природу.
Наступного року Уленбек та Ґоудсміт, що працювали під керівництвом Еренфеста у Лейдені, поєднали відомі до того теоретичні і практичні спектроскопічні результати за допомогою припущення, що електрони мають власний момент обертання, а отже і створюваний ним власний магнітний момент. Одразу після написання статті Еренфест відправив її в журнал «Die Naturwissenschaften». Ця теорія наштовхнулася на критику Паулі та інших фізиків через те, що розглядаючи електрон як кульку, що обертається, можна показати, що її поверхня буде переміщуватись зі швидкістю у сотні разів вищою, ніж швидкість світла (раніше Паулі розкритикував схожу ідею, яку висунув Ральф Кроніг). Ще до публікації, Уленбек, проконсультувавшись з Лоренцем, також передбачив цю проблему, і хотів відкликати статтю, але не встиг. Іншою проблемою був спін атомного ядра, що, як вважалося на той час, складався з протонів і електронів. Перша з цих проблем розв'язалася після переходу до квантового описання спіну, у якому він не пов'язаний з рухом частинки, а друга — після відкриття нейтрона.
1926 року Люелін Томас зміг правильно врахувати прецесію спіну при русі електрона (прецесія Томаса), завдяки чому стало можливо точніше обчислити гіромагнітне співвідношення для електрона.
1927 року Поль Дірак вивів релятивістський аналог рівняння Шредінгера (рівняння Дірака), яке автоматично пояснювало існування спіну зовсім з інших принципів. Того ж року Хунд відкрив спін протона.
Відкриття спіну, попри його важливість, не було відзначене Нобелівською премією. Можливо, причиною цього стали невпевненість у пріоритеті відкриття (наукове товариство Європи знало, що Кроніг придумав цю ідею раніше, але не опублікував її через критику Паулі). Іронічно, що принцип заборони, за відкриття якого сам Паулі здобув Нобелівську премію у 1945 році, пояснюється саме явищем спіну.

## Порівняння спіну і класичного моменту імпульсу
Моментом імпульсу в класичній механіці називають векторну величину, яка дорівнює векторному добутку радіус-вектора цієї частинки на її імпульс.
{\displaystyle \mathbf {L} =\mathbf {r} \times \mathbf {p} }
Де L — кутовий момент, r — радіус-вектор частинки, p — імпульс частинки.
У випадку, якщо тіло обертається навколо своєї осі, то кожна його частинка (крім тих, що лежать безпосередньо на осі) рухається по колу, а момент обертання тіла можна описати як суму моментів усіх його частинок.
Елементарні частинки також беруть участь у русі по колу. Наприклад, електрони можуть рухатись по орбітах навколо атомних ядер. Проте вони мають ще одну, особливу форму моменту імпульсу, що і називається спін. Він має такі особливості:
- Спін не пов'язаний з рухом матерії, а є внутрішньою властивістю частинки.
- Одночасно можна знати лише одну компоненту спіну — при вимірюванні проєкції спіну на деякий напрямок втрачається інформація про попередні вимірювання інших компонент.
- Проєкція спіну може набувати лише деяких фіксованих значень:{\displaystyle S_{i}=\hbar s_{i},\quad s_{i}\in \{-s,-(s-1),\dots ,s-1,s\}\,\!}, де s — спінове квантове число.
- Якщо максимальна проєкція спіну дорівнює {\displaystyle N\hbar }, то середнє значення квадрата моменту імпульсу частинки дорівнює {\displaystyle N(N+1)\hbar }, тобто середнє абсолютне значення спіну більше за будь-яку його проєкцію[8].
- Гіромагнітне співвідношення для спіну відрізняється від класичного аналога. Наприклад, вільний електрон генерує магнітне поле, що приблизно у 2.002 раза сильніше, ніж передбачає класична фізика.

## Оператор спіну
Для частинок з ненульовим спіном, хвильова функція має не лише показувати ймовірність знаходження в деякому об'ємі простору, але й показувати ймовірність мати те чи інше значення проєкції спіну, {\displaystyle \Psi =\Psi (x,y,z,\sigma )}.
Тоді ймовірність частинки мати деяке значення σ виражає інтеграл
{\displaystyle \int |\Psi |^{2}dV}
а ймовірність знаходитись у деякому об'ємі, маючи довільний спін, сума
{\displaystyle dV\sum _{\sigma }|\Psi |^{2}}
Квантовомеханічний оператор спіну діє саме на спінову змінну. Сам цей оператор є подібним до оператора кутового моменту, так комутують між собою оператори спіну так само:
{\displaystyle {{\hat {S_{y}}},{\hat {S_{z}}}}=i{\hat {S_{x}}},{{\hat {S_{z}}},{\hat {S_{x}}}}=i{\hat {S_{y}}},{{\hat {S_{x}}},{\hat {S_{y}}}}=i{\hat {S_{z}}}}.
Проте важливою відмінністю є те, що оператор спіну може видавати лише дискретні значення. Самі оператори спіну й кутового моменту комутують між собою через те, що діють на різні змінні.
Через дискретність, для спіну використовується такий математичний опис: частинки з ненульовим спіном описуються спінорами — стовпчиками з 2S+1 хвильових функцій, де S — значення спіну. Так частки з нульовим спіном описують однією хвильовою функцією, частки зі спіном 1/2 (наприклад електрони) — двома хвильовими функціями або спінорним полем, частки зі спіном 1 — трьома хвильовими функціями або векторним полем.
Операторами спіну є матриці розмірності (2S+1)x(2S+1), які діють на хвильові функції. У випадку часток зі спіном 1/2 оператори проєкції спіну записуються з допомогою матриць Паулі
{\displaystyle {\hat {\mathbf {S} }}={\frac {\hbar }{2}}{\hat {\mathbf {\sigma } }}},
а оператор проєкції спіну на довільну пряму, що не збігається з осями x, y або z, можна записати як
{\displaystyle {\hat {\mathbf {S_{n}} }}={\frac {\hbar }{2}}(\mathbf {n} \cdot {\hat {\mathbf {\sigma } }})},
де n — компоненти одиничного вектора, колінеарного питомій прямій.
Оскільки матриці Паулі не комутують, то одночасно можна визначити лише власні значення однієї з них. Зазвичай вибирають {\displaystyle \sigma _{z}}. Отже, проєкція спіну на вісь z для електрона може мати такі значення.
{\displaystyle S_{z}=\pm {\frac {\hbar }{2}}}.
Про стан з {\displaystyle S_{z}=\hbar /2} часто говорять як про стан зі спіном, направленим вгору, про стан із {\displaystyle S_{z}=-\hbar /2} говорять як про стан із спіном, направленим вниз, хоча ці назви цілком умовні та не відповідають жодним напрямкам у просторі.
У такому випадку значення інших компонент спіну є невизначеними, тобто ймовірності отримати при вимірі Sx або Sy +½ і -½ однакові. У загальнішому випадку можна показати, що при повороті детектора на кут α в площині xz, ймовірність отримати те ж значення спіну для електрона дорівнює {\displaystyle {\frac {1+cos(\alpha )}{4}}}.

## Бозони і ферміони
За законами квантової фізики, всі частинки одного виду є ідентичними, що має важливі наслідки для нашого світу. У спрощеному вигляді їх можна пояснити так: нехай існують дві ідентичні частинки, для яких ми хочемо записати хвильову функцію {\displaystyle \Psi (\mathbf {r} _{1},\mathbf {r} _{2})}. Перестановка частинок відповідає функції {\displaystyle \Psi (\mathbf {r} _{2},\mathbf {r} _{1})={\hat {T}}\Psi (\mathbf {r} _{1},\mathbf {r} _{2})}, де {\displaystyle {\hat {T}}} — оператор перестановки. Густина ймовірностей, тобто квадрат функції ψ, не змінюється під дією оператора перестановки, тому можна показати, що він має вигляд {\displaystyle {\hat {T}}\Psi =e^{i\lambda }\Psi .} Додаткове обмеження накладає той факт, що, помінявши частинки місцями двічі, ми повернемося до початкового стану, тобто {\displaystyle e^{2i\lambda }=1}, a отже {\displaystyle {\hat {T}}\Psi =\pm \Psi }.
Відповідно, всі частинки можна розділити на два типи: ті, для яких хвильова функція при перестановці частинок лишається незмінною, і ті, для яких вона міняє знак на протилежний. Ці класи називаються бозони і ферміони відповідно. Для другого класу частинок ймовірність їх знаходження в одному місці {\displaystyle \Psi (\mathbf {r} ,\mathbf {r} )=-\Psi (\mathbf {r} ,\mathbf {r} )=0}. Цей ефект має назву принцип Паулі.
Згідно з теоремою Паулі, саме спін дозволяє визначити, до якого класу буде належати та чи інша частинка. Усі ферміони мають напівцілий спін, а всі бозони — цілий.

## Спінові хвилі

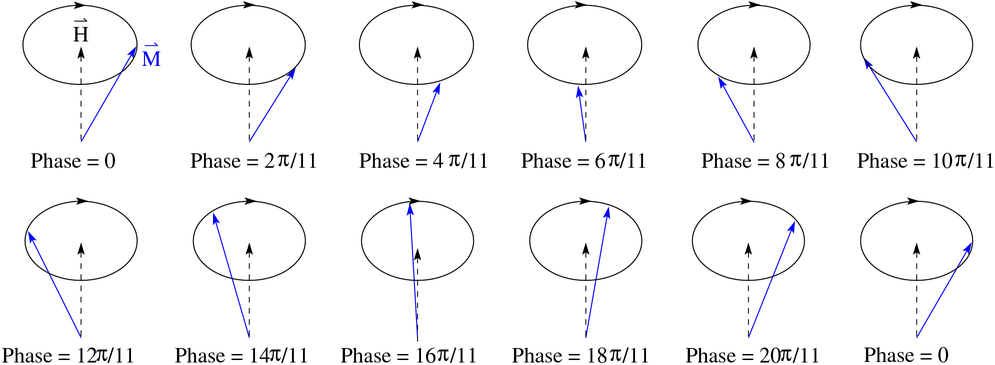
Прецесія спінів у спіновій хвилі

У феромагнетиках, антиферомагнетиках і феримагнетиках в основному стані спіни впорядковані. Якщо ж спін деякого атома відхиляється від цієї впорядкованості, то це відхилення не локалізується на одному атомі, а переміщується в кристалі у вигляді хвилі. Цій хвилі можна співставити квазічастинку магнон. Існування спінових хвиль було передбачене Феліксом Блохом у 1930 році. Спінові хвилі беруть участь у теплопровідності (разом зі звуковими й електронами провідності), однією зі складових електричного опору, розсіюють звукові хвилі.

## Використання
- Явище гігантського магнетоопору базується на існуванні спіну в електрона. Елементи, що працюють завдяки цьому явищу, використовуються для створення постійних запам'ятовувачів, оперативної пам'яті, а також різноманітних сенсорів.
- Магнітно-резонансна томографія працює завдяки тому факту, що спін ядра атома водню змінює свою орієнтацію в сильному магнітному полі.
- ЯМР-спектроскопія використовує схожий ефект для ідентифікації та вивчення речовин у хімії.
- Також для таких досліджень можна використовувати електронний парамагнітний резонанс, але тільки для речовин, усі електрони яких є спареними.
- Розщеплення спектральних ліній у магнітному полі, викликане спіном, використовується в атомних годинниках і сучасному визначенні секунди.

## Приклади елементарних частинок з різним спіном
| спін | назва класу            | приклади                                                                  |
| ---- | ---------------------- | ------------------------------------------------------------------------- |
| 0    | скалярні частинки      | π-мезони, Каони, бозон Гіґґса, ядра 4He, парно-парні ядра, парапозитроній |
| 1/2  | спінорні частинки      | електрон, кварки, мюон, тау-лептон, нейтрино, протон, нейтрон, ядра 3He   |
| 1    | векторні частинки      | фотон, глюон, W- і Z-бозони, Ро-мезон, J/ψ-мезон, ортопозитроній          |
| 3/2  | спін-векторні частинки | Ω-гіперон, Δ-резонанси, гравітино(теоретично)                             |
| 2    | тензорні частинки      | гравітон (теоретично), тензорні мезони                                    |

## Ізотопічний спін
За допомогою спіну у фізику була введена концепція додаткового простору станів, не пов'язаного напряму з нашим звичайним фізичним простором. Розвитком цієї ідеї став ізотопічний спін — додаткове квантове число, що властиве баріонам і математично є подібним до спіну. Від значення ізотопічного спіну залежить кількість частинок, що входять у деяку родину. Наприклад, протон і нейтрон можна описати як два стани нуклона, що відрізняються ізотопічним спіном — вони відповідають проєкціям ½ і -½ відповідно. Схожим чином у фізику вводиться концепція колірного заряду.